# Осада Гибралтара (1704)
Двенадцатая осада Гибралтара велась с сентября 1704 года по май 1705 года во время Войны за испанское наследство. Она последовала за захватом в августе 1704 года укрепленного города Гибралтар на южной оконечности Испании англо-голландскими военно-морскими силами во главе с сэром Джорджем Руком и принцем Георгом Гессен-Дармштадтским.
Члены Великого Альянса, Священная Римская империя, Англия, Нидерланды, прогабсбургская Испания, Португалия и Савойя, объединились, чтобы предотвратить объединение французского и испанского престолов, поддержав притязания габсбургского претендента, эрцгерцога Австрии Карла VI под именем короля Испании Карла III. Им противостояли конкурирующий претендент, Филипп Бурбон, герцог Анжуйский, правивший как король Испании Филипп V, и его покровитель и союзник, король Франции Людовик XIV. Война началась в Северной Европе и в основном происходила там до 1703 года, когда Португалия присоединилась к державам Конфедерации. С этого момента внимание английского флота было сосредоточено на развертывании кампании в Средиземном море, чтобы отвлечь французский флот и нарушить французское и бурбонское судоходство или захватить порт для использования в качестве военно-морской базы. Захват Гибралтара был результатом этого начального этапа Средиземноморской кампании.
В начале осады в Гибралтаре находился гарнизон около 2 000 голландских, английских, австрийских и прогабсбургских испанских войск, противостоящих осаждающим силам численностью до 8 000 французских, испанских и ирландских войск, поддерживающих бурбонов. Защитники смогли сдержать численно превосходящие осаждающие силы, используя географическое положение Гибралтара и укрепления маленького городка, хотя им часто не хватало живой силы и боеприпасов. Осаждающих подрывали споры между французскими и испанскими офицерами и ужасные условия в их окопах и бастионах, которые приводили к вспышкам эпидемических заболеваний и подрывали боевой дух. Морская мощь оказалась решающей, поскольку французский флот безуспешно пытался помешать Великому Альянсу отправить свежие войска, боеприпасы и продовольствие. Во время осады произошло три морских сражения, два из которых были явными поражениями французов, а последнее привело к отказу от осады как безнадежной после девяти месяцев бесплодных артиллерийских обстрелов. Результат был катастрофическим для французской и бурбонской испанской стороны, которая, как говорят, потеряла 10 000 человек против всего 400 у Великого Альянса.

## Исторический фон
Потеря Гибралтара в августе 1704 года представляла стратегическую угрозу правлению Бурбонов, претендента на испанский престол, Филиппа V Испанского. Это был не только, как выразился более поздний испанский писатель, «первый город в Испании, который был расчленен из-под господства короля Филиппа и вынужден признать Карла», но он также потенциально имел большое значение в качестве точки входа для армии Великого Альянса. Его возможности были немедленно признаны лидером сил Альянса принцем Георгом Гессен-Дармштадтским, который сообщил эрцгерцогу Карлу Габсбургу в письме от сентября 1704 года, что Гибралтар был «дверью, через которую можно войти в Испанию». Армия, высадившаяся в Гибралтаре, могла быстро продвинуться вдоль побережья к Кадису, при поддержке военно-морских сил, и захватить крупный порт. Оттуда было относительно недалеко до Севильи, где габсбургский претендент Карл мог быть провозглашен королем, после чего Альянс мог двинуться на Мадрид и закончить войну.
Сам Гибралтар был в значительной степени лишен своего населения, большая часть которого покинула город после его захвата и переехала на временное проживание в другое место в Кампо-де-Гибралтар. Осталось всего несколько десятков испанцев и небольшая община нейтральных генуэзцев. В городе располагался гарнизон разношерстных сил Альянса, состоявший примерно из 2000 британских и голландских морских пехотинцев, 60 артиллеристов и нескольких сотен испанцев, в основном каталонцев, последователей Карла Австрийского. Их поддерживал англо-голландский флот сэра Джорджа Рука, состоящий из 51 линейного корабля, действовавшего в Гибралтарском проливе. У Альянса было два существенных недостатка — ограниченные запасы и острая необходимость в ремонте и пополнении своих кораблей, которые уже находились в море шесть месяцев.
Как только Гибралтар был захвачен, Альянс приступил к подготовке контратаки Бурбонов. Флот Альянса прошел небольшое расстояние через пролив в Тетуан в Марокко, где набрался пресной воды. 22 августа в проливе был замечен французский флот, но после того, как его заметили, он начал отступать. Рук догнал французов у Малаги 24 августа и атаковал, пытаясь помешать французам проскользнуть мимо него и атаковать Гибралтар. Два флота были равны, но французские корабли были быстрее и имели больше боеприпасов, чем конфедераты. Однако им не удалось воспользоваться этим преимуществом, и битва при Велесе-Малага была фактически сведена вничью. Ни один корабль не был потоплен, но оба флота понесли очень тяжелые потери: около 3 000 человек убитыми или ранеными с каждой стороны, включая французского командующего. Англо-голландскому флоту мешала нехватка дроби и пороха, значительная часть которых уже была использована при бомбардировке Гибралтара во время операции по его захвату, и эскадра сэра Джорджа Бинга была вынуждена отступить, когда закончились боеприпасы . У остального флота было опасно мало боеприпасов, но, к счастью для конфедератов, французы отступили на следующий день, оставив англо-голландский флот хромать обратно в Гибралтар.
Разобравшись с французской морской угрозой, Рук оставил в Гибралтаре столько людей, орудий и припасов, сколько мог, прежде чем отправиться домой. Он отделил часть своего флота, оставив адмиралу сэру Джону Лику 18 кораблей для патрулирования пролива и португальского побережья. Испанцы уже мобилизовали свои силы, и в начале сентября маркиз Вильядариас, генерал-капитан Андалусии, прибыл в окрестности Гибралтара с армией в 4000 человек. Вильядариас планировал увеличить свои силы до 12 000 человек, включая 9 000 испанцев и 3 000 французов. Силы двух корон также пополнились многими гражданскими беженцами из Гибралтара.

## Осада
Георг приступил к улучшению обороны Гибралтара, чтобы противнику было как можно сложнее провести лобовую атаку. Город расположен на западной стороне скалистого полуострова, соединенного с материковой частью Испании узким песчаным перешейком. Северная сторона Гибралтарской скалы представляет собой вертикальную скалу; единственный доступ к городу был через узкую полосу шириной всего около 400 футов (120 м), которая была заблокирована сильно укрепленной навесной стеной, известной как Муралла-де-Сан-Бернардо (позже Большая батарея). Князь стремился ещё больше сократить эту полосу, затопив её, заставив любых нападающих использовать узкую тропу между Скалой и затопленной территорией или продвигаться вдоль узкой береговой линии. Он установил пушки в пяти батареях вдоль северной стороны Гибралтара: на Старом Моле, чтобы обеспечить фланговый огонь с запада; на Балуарте-де-Сан-Пабло (позже Северный бастион) и на навесных стенах Ландпорта, чтобы вести огонь прямой наводкой по перешейку; на Балуарте-де-Сан-Педро (позже бастион Деми Гессе), чтобы обеспечить фланговый огонь с востока; и в Круглой башне, на отроге вершины скалы с видом на перешеек (позднее на месте батарей Форбса), откуда можно было вести огонь по войскам противника, находившимся на дальнем конце затопленной территории. У Старого Мола также был установлен «корабль-бомбардировщик» с тяжелым минометом для обеспечения дополнительного флангового огня с запада.
Хотя Гессен-Дармштадтский был уверен, что сможет удержать Гибралтар против численно превосходящих франко-испанских сил, он был подорван политическими спорами между Габсбургами и английскими командирами. Среди английских морских пехотинцев было широко распространено недовольство тем, что им не разрешили вернуться с флотом Рука. Были особенно ядовитые отношения между английским полковником морской пехоты Эдвардом Фоксом и ирландским полковником Генри Ньюджентом, которого Георг Гессенский назначил губернатором Гибралтара. Двое мужчин сражались на противоположных сторонах во время ирландской кампании Вильгельма III; протестант Фокс продолжал служить королеве Анне, а католик Наджент поступил на службу к Карлу Австрийскому. Георг Гессенский писал, что Фокс был «в ярости из-за того, что ему подчиняются мои приказы и что ему не разрешено уехать в Англию. Его уважение к назначенному мной губернатору ещё меньше. Повсюду царит неразбериха. первый наделал беды…»
Осаждающие французские и испанские силы были усилены 4 октября, когда 19 французских военных кораблей «больших и малых на линии фронта» сопровождали военные корабли с 3000 человек с тяжелыми орудиями и боеприпасами к месту высадки возле разрушенного римского города Картеи во главе Гибралтарского залива. Это увеличило количество солдат под командованием Вильядариаса примерно до 7 000 человек, которые, по оценке Гессен-Дармштадтского, состояли из восьми испанских и шести французских пехотных батальонов плюс девяти кавалерийских эскадронов. Большинство французских кораблей ушли 24 октября, к удивлению защитников, хотя шесть остались, чтобы блокировать Гибралтар.
После того, как подкрепление обосновалось, испанцы начали рыть осадные рубежи и траншеи к позициям конфедератов. Первая атака произошла 26 октября, когда испанские орудия открыли огонь по обороне конфедератов вокруг Круглой башни, причинив значительный ущерб. Французские силы совершили одновременный рейд на гавань Гибралтара и подожгли корабль-бомбардировщик. Затем Вильядариас провел сильный обстрел бастиона Сан-Пабло с использованием 27 орудий и 16 минометов, которым удалось пробить его. Среди жертв были два враждующих полковника, Фокс и Ньюджент, которые были убиты в последующие дни. В то же время среди гарнизона Гибралтара вспыхнула эпидемия, в результате чего их эффективная численность сократилась примерно до 1 300 человек.
Положение гарнизона выглядело все более шатким. Георг Гессен-Дармштадтский отправил сообщение адмиралу Лику в Лиссабон с просьбой о срочной помощи после появления французских кораблей в бухте. Получив сообщение 21 октября, Лик сразу же отправился в плавание, доставив защитникам больше припасов. Тем временем Георгу Гессен-Дармштадтскому пришлось столкнуться с внутренней угрозой — заговором некоторых испанских офицеров Габсбургов при поддержке некоторых священнослужителей и британских офицеров с целью предать гарнизон. В середине октября он написал Карлу, чтобы сообщить эрцгерцогу о том, что произошло:
Я обнаружил потрясающий сюжет… Я повесил человека, который связался с врагом. Священнослужители уговорили его, хотя он был убежден и сознался под пытками, взять все обратно… уверяя его, что я не позволю ему повеситься. Они дошли до того, что дали преступнику яд, чтобы он больше ничего не обнаружил… Все очень запутано и сложно разобраться. [Полковники] Гонсалес и Хассон, а также несколько священнослужителей являются руководителями… хотя в отношении двух названных я не предпринимал никаких действий… за отсутствием определенных доказательств. Брат Санта-Мария лично подробно расскажет вам о деле… Я не буду противостоять Гонсалесу и Хассону, если только это не станет вопросом абсолютной необходимости…
Чарльз ответил, советуя Гессен-Дармштадтскому провести военный трибунал с независимыми судьями, чтобы избежать любых подозрений в предвзятости. Поскольку обвиняемые были подданными Габсбургов, для рассмотрения дела был созван военный трибунал, состоящий из британских и голландских офицеров, которые не были верны Карлу. Британские офицеры, участвовавшие в заговоре, похоже, были отправлены обратно в Англию; их судьба не зафиксирована. Гонсалес был осужден и 23 февраля 1705 года, «будучи виновным в государственной измене, [он] был застрелен на глазах у всего гарнизона».

## Штурм с восточной стороны
Тем временем испанцы-бурбоны планировали внезапную атаку. Симон Сусарте, испанский пастух, бежавший из Гибралтара после его захвата Руком несколькими месяцами ранее, сказал Вильядариасу, что существует секретный маршрут, по которому можно взобраться на восточную сторону Гибралтарской скалы. Это потребовало подъёма примерно на 400 метров (1300 футов), из которых верхняя часть была почти вертикальной, но по ней можно было пройти с помощью веревки и лестниц через Большую песчаную дюну. Поскольку восточная сторона считалась практически неприступной, укреплена была только западная сторона; если бы на Скалу можно было подняться с востока, нападающий мог бы обойти укрепления и спуститься прямо в город. Маршрут был разведан и признан проходимым для легковооруженных сил.
Вильядариас решил отправить отряд в 2000 человек — почти треть всей его армии — разделенный на две группы: первоначальный отряд в 500 человек для захвата высот ночью, а затем ещё 1500 человек на рассвете следующего дня. Первые 500 человек отправились в путь в сумерках 11 ноября во главе с полковником Фигероа и под руководством Симона Сусарте. Они добрались до вершины Скалы, достигнув её самой южной вершины рядом с тем местом, где сегодня стоит батарея О’Хара, и частично спустились вниз по западной стороне, где они укрылись на ночь в пещере Святого Михаила. На рассвете они поднялись на Стену Филиппа II, которая тянется вверх по западной стороне Скалы, и убили английских часовых на смотровой площадке в Миддл-Хилл. Мальчик-барабанщик, принесший еду на дозорный, увидел захватчиков и поднял тревогу.
Георг Гессен-Дармштадтский предвидел какое-то нападение с тыла и держал в резерве мобильные силы, чтобы защититься от такой возможности. Он был сформирован английской ротой и двумя испанскими ротами: обычной ротой под командованием капитана Франсиско де Сандоваля и каталонской ротой микелетов под командованием Жауме Бурги, насчитывающей 300 человек, всеми ими руководил брат Георга Генрих. Этот резерв немедленно отреагировал и вступил в бой с испанскими Бурбонами в Миддл-Хилле. Хотя у Бурбонов было преимущество в высоте, они фактически оказались в ловушке у обрыва Скалы и имели только по три патрона каждый из-за путешествия налегке; они не были готовы к решающей битве.
Испанские силы Габсбургов во главе с капитаном Бургуи, состоящие из микелетов и регулярных войск, двинулись вперед и вытеснили испанских гренадеров Бурбонов с вершины холма. В то же время Сандоваль со своими оставшимися регулярными войсками и микелетами атаковал основную часть атакующих сил с одного фланга, а Гессен-Дармштдтский атаковал с другой стороны. Около сотни Бурбонов, включая их полковника, попали в плен. Ещё сотни были убиты либо оборонительным огнем, либо падением со Скалы при попытке бегства. Лишь немногие, в том числе Симон Сюсарте, вернулись к линиям Бурбонов. Англичане впоследствии гарантировали, что этот эпизод не повторится, взорвав путь, использованный испанцами.
Остальные 1 500 испанских солдат даже не отправились поддерживать атаку, потому что после того, как первые 500 человек ушли, в бухту вошла эскадра адмирала Лика с 20 кораблями. В последующем морском сражении шесть французских фрегатов были уничтожены, а седьмой корабль был захвачен целым и невредимым. Вильядариас, очевидно, намеревался провести многоплановую атаку, но своевременное прибытие Лика означало, что она провалилась. Французская военно-морская поддержка штурма молов испарилась, а лобовая атака через перешеек, усиленная 1500 человек, первоначально предназначенных для подъёма с восточной стороны, полностью провалилась. Облегчение Георга Гессенского по поводу своевременного прибытия Лика было очевидно в письме, которое он отправил адмиралу после битвы, поблагодарив его за то, что он явился как раз в нужный момент.
Лик не доставил в Гибралтар много припасов, но предоставил все, что мог, и одолжил Гессен-Дармштадтскому квалифицированную рабочую силу флота, которой отчаянно не хватало гарнизону. Рабочая сила численностью около 500 человек была собрана из корабельных рот и привлечена к работе по ремонту укреплений, переустановке орудий, сбитых испанским огнем, и буксировке орудий на Скалу, чтобы усилить огонь по испанским батареям. Один из участников работ, капитан Уиллис, сыграл настолько заметную роль, что трасса, которую он использовал, была переименована (и до сих пор известна как) Уиллис-Роуд, и он также дал свое имя батарее (ныне Батарея принцессы Рояль).
Осада превратилась в рутину бомбардировок и контрбомбардировок. Это оказывалось все более тяжелым испытанием для защитников, которым не хватало живой силы, боеприпасов и припасов. Капитан Джозеф Беннетт, инженер, которого привел с собой Лик, помог укрепить укрепления, но вызвал гнев некоторых в гарнизоне, считавших, что Гибралтар следует оставить. Он написал другу 6 декабря, чтобы сообщить ему, что "многие офицеры планировали покинуть это место и взорвать заводы, но я всегда выступал против них и упоминал, что гарнизон может быть сохранен в количестве 900 человек, которых мы имел, и не более того, как я полагаю, у вас будет [отчет].
Многие члены гарнизона пытались пробраться на борт кораблей Лика, чтобы избежать осады. Ситуация была опасной и только ухудшилась, когда 4-5 декабря шторм повредил многие корабли Лика . К этому времени в гарнизоне катастрофически не хватало медикаментов и припасов. Многие были больны или ранены, и слишком мало осталось, чтобы отремонтировать поврежденные снарядами укрепления. Только 1 300 человек были достаточно здоровы, чтобы укомплектовать оборону. Условия их жизни становились все более мрачными; их обувь износилась, и многие мужчины носили самодельные сандалии, сделанные из сена и соломы.

## Подкрепления
Несколько дней спустя Лик получил известие о том, что конвой из 20 транспортных судов с припасами и подкреплением направляется из Лиссабона в сопровождении четырёх военных кораблей . Из-за неблагоприятных ветров и течений он не мог плыть, чтобы помочь ему против французских военно-морских сил, покинувших Кадис, и ему пришлось ждать, чтобы увидеть, достигнет ли конвой пункта назначения. 18 декабря девять транспортов достигли бухты в сопровождении двух военных кораблей, ещё семь прибыли 20 декабря. Четверо пропали без вести, их перехватили французы; три из них были потоплены или захвачены, а последний в конце декабря добрался до Гибралтара. Они привели с собой 2200 человек из Гренадерской гвардии, пехотного полка Донегола и пехотного полка Бэрримора, а также несколько голландских войск, оружие и запасы пороха, инструментов и еды. Дальнейшее подкрепление прибыло в период с 16 по 18 января. Пока Гибралтар был в безопасности, 3 января Лик отправился в Лиссабон с больными и ранеными членами гарнизона на борту своих кораблей.
Испанские и французские сухопутные войска Бурбонов продолжали бомбардировать Гибралтар, нанося дальнейший ущерб несколько слабым укреплениям города, но не смогли продвинуться против усиленного гарнизона. Им решительно противостояли контрбомбардировки, в результате которых многие из них погибли, и вылазки, две из которых были успешно проведены союзниками 23 и 31 декабря. Отношения между испанским и французским компонентами осаждающих сил неуклонно ухудшались, и эта тенденция усугублялась отсутствием прогресса, которого они добивались, ужасающими условиями, в которых они находились на открытой местности, и постоянным потоком жертв, вызванных контрбомбардировкой и вспышками эпидемических заболеваний. Погода тоже была ужасной, бури и проливные дожди делали жизнь невыносимой. К Новому 1705 году осаждающие силы распались, и их численность сократилась с примерно 7 000 человек до всего 4 000, остальные либо стали жертвами, либо просто дезертировали.
Ситуация была настолько тревожной, что король Франции Людовик XIV отправил маршала Рене де Фруле де Тессе вместе с 4 500 французскими и ирландскими подкреплениями, чтобы исправить ситуацию. Однако Вильядариас был полон решимости предпринять ещё одну попытку захватить Гибралтар до прибытия Тессе. 7 февраля он послал 1 500 французских, испанских и ирландских войск, чтобы захватить Круглую башню, отдаленное укрепление на скале над нынешним поместьем Лагуна. Нападавшие захватили башню, но контратака конфедератов выбила их, в результате чего 200 из них погибли. Испанцы обвинили французов в том, что они бежали с поля боя и оставили свой фланг незащищенным.
Тессе прибыл в середине февраля, но был потрясен, обнаружив, насколько плохо велась осада. Его критика испанских офицеров заставила некоторых отказаться от осады перед лицом того, что они сочли его оскорблениями. Их боевой дух несколько улучшился, когда адмирал Жана-Бернар Луи де Сен-Жан, барон де Пуантис, 26 февраля вошел в бухту с отрядом из 18 военных кораблей из Кадиса. Гарнизон Гибралтара немедленно поднял тревогу, ожидая высадки на южной оконечности полуострова, но этого не произошло. Причина скоро стала ясной; Лик вернулся с объединёнными английскими, голландскими и португальскими силами из 35 кораблей. В последующем сражении в Гибралтарском проливе французы потеряли пять своих кораблей, в том числе флагман Пуэнтиса, а сам Пуэнтис был смертельно ранен. Флот Лика вошел в залив 31 марта, принеся с собой свежие войска гренадеров Маунтджоя и части португальской армии.

## Конец осады
Прибытие Лика было «последним ударом», поскольку французы отказались от осады как безнадежной по приказу Людовика XIV от 12 апреля.
Маршал Тессе с горечью писал королю, обвиняя испанцев, говоря ему, что «мы потерпели неудачу перед Гибралтаром из-за отсутствия метода и планирования… несчастье ваших кораблей произошло из-за некомпетентности в Мадриде…» Когда французы ушли домой, Вильядариас возобновил командование и начал преобразовывать осаду в блокаду, отступив от перешейка и убрав свою пушку. 2 мая разведгруппа Альянса обнаружила, что испанские окопы заброшены. Позже в тот же день Георг Гессенский сопровождал группу подрывников, чтобы разрушить испанские работы Бурбонов, но некоторые члены группы зашли слишком далеко и были схвачены или убиты испанской кавалерией. На следующий день большая группа под защитой гренадеров без дальнейшего сопротивления возобновила работу по уничтожению испанских батарей, что ознаменовало окончание осады.

## Последствия
До конца Войны за испанское наследство Гибралтар оставался в руках Великого Альянса. После осады Георг Гессенский покинул Гибралтар и взял на себя командование покорением Барселоны. Позже он был убит 13 сентября при штурме цитадели Монтжуих.
После отъезда принца Георга Гессенского Гибралтар управлялся британским комендантом генерал-майором Джоном Шримптоном как владение герцога Карла Австрийского в качестве Карла III Испанского по совету королевы Анны . Королева впоследствии объявила Гибралтар свободным портом по настоянию султана Марокко, хотя и не имела на это официальных полномочий. Шримптон был заменен в 1707 году полковником Роджером Эллиоттом, которого, в свою очередь, сменил бригадный генерал Томас Стэнвикс в 1711 году. На этот раз назначения были произведены непосредственно Лондоном без каких-либо претензий со стороны Карла Австрийского. Стэнвиксу было приказано изгнать все иностранные войска из Гибралтара, чтобы обеспечить его статус исключительно британского владения, но он не смог выселить голландцев, очевидно, не считая их «иностранцами».
Война за испанское наследство была окончательно урегулирована в 1713 году серией договоров и соглашений. По Утрехтскому договору, который был подписан 13 июля 1713 года и объединил ряд поддоговоров и соглашений, Филипп V был принят Великобританией и Австрией как король Испании в обмен на гарантии того, что короны Франции и Испании не будут быть единым. Были согласованы различные территориальные обмены: хотя Филипп V сохранил испанскую заморскую империю, он уступил Австрии Южные Нидерланды, Неаполь, Милан и Сардинию. Сицилия и некоторые миланские земли перешли Савойскому королевству. Гибралтар и остров Менорка остались под властью Великобритании. Вдобавок он предоставил британцам исключительное право на неиспанскую работорговлю в испанской Америке в течение тридцати лет, так называемое asiento. Что касается Гибралтара (статья X), город, укрепления и порт (но не внутренние районы) были переданы Великобритании «навсегда, без каких-либо исключений или препятствий». В договоре также оговаривалось, что если Британия когда-либо распорядится Гибралтаром, она сначала должна будет предложить эту территорию Испании.
Гибралтар как владение Великобритании выдержал ещё две осады, каждая из которых закончилась британскими победами. Первая осада случилась в 1727 году, во время англо-испанской войны, а вторая во время американской войны за независимость, которая была самой крупной и продолжительной с 1779 по 1783 год.